# 丹尼尔·帕霍莫夫
丹尼尔·帕夫洛维奇·帕霍莫夫（俄语：Даниил Павлович Пахомов，1998年8月5日—）生于阿尔汉格尔斯克，是一名俄罗斯男子游泳运动员，主攻蝶泳和混合泳。他在六岁时受曾从事过游泳的父亲的影响，开始接触游泳。之后，他一直在阿尔汉格尔斯克州当地的游泳学校训练，直到2013年秋，他移居至圣彼得堡，转至当地的水上运动学校学习。2016年时，他已经成为俄罗斯内务部圣彼得堡和列宁格勒州分局的一位实习警员。